# Rockman: Power Battle Fighters
Rockman: Power Battle Fighters (ロックマン パワーバトルファイターズ) est une compilation développée et éditée par Capcom en 2004 sur PlayStation 2, regroupant les deux jeux de combat sortis en arcade en 1995 puis 1996, respectivement intitulés Mega Man: The Power Battle et Mega Man 2: The Power Fighters,,,,,. Le jeu est réédité au Japon le 18 janvier 2017 sur PlayStation 3 (PlayStation Network).

## Liste des jeux
- Mega Man: The Power Battle (1995)
- Mega Man 2: The Power Fighters (1996)